# Donato Ogliari
Donato Ogliari OSB (Erba, província de Como, 10 de dezembro de 1956) é um sacerdote religioso católico romano italiano e abade da Abadia de São Paulo Fora dos Muros.
Depois de se formar na escola, Donato Ogliari estudou filosofia e teologia católica em Torino e Londres. Entrou nos Missionários da Consolata em Turim e fez a profissão temporária em 3 de setembro de 1978. Ogliari recebeu o sacramento da ordenação em 3 de julho de 1982. Ele então continuou seus estudos na Universidade de Leuven, onde recebeu o doutorado em teologia. Em 1988 mudou de comunidade religiosa e ingressou na Abadia Beneditina de Praglia, no norte da Itália, de onde foi enviado para a Abadia de S. Madonna della Scala em Noci (Apúlia) em 1989 e ali fez a profissão perpétua em 1992. Em 2006 foi eleito abade de Noci. Ele recebeu a bênção de seu abade em 7 de outubro de 2006.
Em 23 de outubro de 2014, o Papa Francisco confirmou a eleição de Donato Ogliari como Arquiabade de Montecassino. O Arquiabade Donatus foi apresentado ao seu cargo como abade territorial da Abadia de Montecassino em 22 de novembro de 2014 pelo Cardeal Marc Ouellet. Donato Ogliari foi o 192º sucessor de São Bento de Núrsia. Em 8 de junho de 2022, o Papa Francisco o nomeou abade da Abadia de São Paulo Extramuros. Ao mesmo tempo, desde então liderou a abadia territorial de Montecassino como Administrador Apostólico até a introdução do novo Abade Antonio Luca Fallica em 16 de março de 2023. Em 13 de julho de 2022, o Papa Francisco também o nomeou membro do Dicastério para os Bispos.